# کوتوله‌موشیان
کوتوله‌موشیان (نام علمی: Baiomyini) نام یک تبار از زیرخانواده جنگلی‌موشیان است.